# Mary Jo Ondrechen

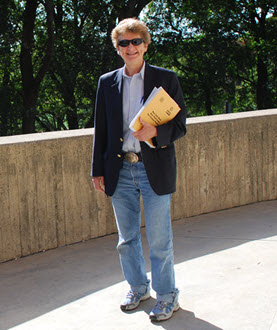
Mary Jo Ondrechen, 2011

Mary Jo Ondrechen (* 1953) ist eine US-amerikanische Chemikerin und Hochschullehrerin. Sie ist Professorin für Chemie und chemische Biologie und leitende Wissenschaftlerin der Computational Biology Research Group auf dem Bostoner Campus der Northeastern University. Sie ist Mitglied der Mohawk Nation.

## Leben und Werk
Ondrechen erhielt 1974 einen ACS-zertifizierten Bachelor-Abschluss in Chemie am Reed College in Portland (Oregon) und promovierte 1978 in physikalischer Chemie bzw. chemischer Physik an der Northwestern University in Evanston (Illinois).
Nach ihrem Postdoc-Aufenthalten an der University of Chicago und als NATO Postdoctoral Fellow der Universität Tel Aviv in Israel, wechselte sie 1980 zur Fakultät der Northeastern University in Boston, Massachusetts. Dort wurde Ondrechen die leitende Forscherin der Computational Biology Research Group.

## Forschung
Ihre Forschung befasst sich mit dem Verständnis der Enzymkatalyse, der Erfindung von Methoden zur Vorhersage der biochemischen Funktion von Proteinen anhand ihrer 3D-Struktur, der Entwicklung von Designprinzipien für neuartige Enzyme, der Verbesserung der enzymatischen RNA-Synthese und den Aspekten der molekularen Modellierung der strukturbasierten Arzneimittelforschung.
Neben ihrem Einsatz für die Bekämpfung von COVID-19 arbeitet sie an zwei weiteren Forschungsthemen. Eines davon von der National Science Foundation (NSF) befasst sich mit maschinellem Lernen zur Interpretation der funktionellen Rolle von Aminosäuren in Proteinen zur Erklärung genomischer Daten, und ein weiteres von der ALS Association befasst sich mit der Entwicklung eines neuartigen Ansatzes zur Behandlung der amyotrophen Lateralsklerose, einer tödlichen neurodegenerativen Erkrankung, die auch als Lou-Gehrig-Syndrom bekannt ist.

### Ondrechen Research Group (The ORG)
Die Ondrechen Research Group (The ORG) forscht in den Bereichen theoretische und computergestützte Chemie, Computerbiologie, Bioinformatik, Proteindesign und Arzneimittelforschung. Die Gruppe hat Kooperationspartner in den Bereichen experimentelle chemische Biologie, experimentelle Biophysik, Protein-Engineering, medizinische Chemie, Mathematik und Informatik. Zu den Forschungsgebieten gehören die funktionelle Genomik, Protein-Engineering, die Bereitstellung computergestützter Anleitungen für die Arzneimittelentdeckung und das Verständnis der grundlegenden Grundlagen der Enzymkatalyse.
Die Ondrechen-Gruppe entwickelte Methoden, um die Funktion von Proteinen anhand der 3D-Struktur vorherzusagen. Die Theoretical Microscopic Anomalous Titration Curve Shapes (THEMATICS)-Methode erfordert nur die Struktur des Abfrageproteins und funktioniert daher für Proteine, die keine Ähnlichkeit mit zuvor charakterisierten Proteinen aufweisen. Partial Order Optimum Likelihood (POOL) ist eine Methode des maschinellen Lernens und ein leistungsfähiger Prädiktor für funktionell wichtige Reste in Proteinen. Structurally Aligned Local Sites of Activity (SALSA) ist ein biochemischer Funktionsprädiktor für Proteinstrukturen.
Weitere Projekte umfassen die Charakterisierung und Arzneimittelentdeckung von Proteinzielen von SARS-CoV-2 und eine Zusammenarbeit mit dem Massachusetts General Hospital / Harvard Medical zur Entwicklung von Wirkstoffen zur Früherkennung von Erkrankungen des zentralen Nervensystems wie die Parkinson-Krankheit und die Alzheimer-Krankheit.

## Weitere Aktivitäten
Ondrechen war Präsidentin des Verwaltungsrats des North American Indian Center of Boston (NAICOB), war Mitglied des Beirats des Interstate Technology and Regulatory Council und von 2011 bis 2013 Vorsitzende des Verwaltungsrats der American Indian Science and Engineering Society (AISES). Sie ist außerdem Leiterin eines vom Howard Hughes Medical Institute finanzierten Projekts zur Förderung institutioneller Veränderungen, um Naturwissenschaftler zu ermutigen, nicht-traditionellen Studierenden, darunter Minderheiten und Erstsemestern, offener gegenüberzutreten.
2017 war sie Rednerin beim March for Science in Washington, D.C.
Seit 1975 ist sie Mitglied der American Chemical Society.

## Auszeichnungen (Auswahl)
- Lebensmitglied der Society for Advancement of Chicanos/Hispanics and Native Americans in Science (SACNAS)[12]
- 2018: SACNAS Outstanding Native American Student Mentor[13]
- 2021: Fulbright Faculty Research Fellow in Budapest
- 2024: Technical Excellence Award der AISES